# Muntić
 Muntić  (olaszul: Monticchio (Polesano)) falu Horvátországban, Isztria megyében. Közigazgatásilag Ližnjanhoz tartozik.

## Fekvése
Az Isztria délkeleti részén, Pólától 9 km-re északkeletre, községközpontjától 12 km-re északra a Puljština délnyugati részén egy magaslaton, Valtura és Loborika között fekszik.

## Története
Területe már a történelem előtti időben is lakott volt. Erről tanúskodnak a közeli Nesactium és Loborika ősi várai, valamint a radaki római villa. Valószínűleg itt állomásoztak azok a római légiók, melyek i. e. 177-ben a hisztrik fővárosát, az innen másfél kilométerre délkeletre fekvő Nesactiumot ostrommal vették be. Innen kaphatta a "Sors Rumeianum (Rumejarum), Rumianum" vagy "Rumiarum" elnevezést, mely a középkorig fennmaradt. A korabeli források szerint a 10. században Rumianum a pólai püspökség hűbérbirtoka volt. A név máig megmaradt a legnagyobb muntići mocsár a "Runjan" nevében. Birtoknévként a püspökség birtokaként még 1028-ban is szerepel egy jelentős forrásban, bár később az aquileiai pátriárkához tartozott. A 16. században a háborúk és járványok következtében a környék többi településéhez hasonlóan elnéptelenedett, de még e század folyamán Dalmáciából több hullámban (1530., 1579., 1583., 1588) érkező horvát menekültekkel telepítették be. Ebben az időben a velencei Barbarigo család birtoka volt. Az új települést az olasz Montecchio név alapján horvátul Muntićnak nevezték el. A név a latin "mòns", illetőleg "monticulus" főnévből származik és dombot, dombocskát jelent. 1797-ben megszűnt a Velencei Köztársaság. A település 1813-ig francia, majd 1918-ig osztrák uralom alatt állt. A falunak 1857-ben 129, 1910-ben 220 lakosa volt. Az I. háború után a falu Olaszországhoz került. Az olasz fennhatóság alatt Trieszt szabad városának igazgatása alá tartozott. A háború után Jugoszlávia része lett. Jugoszlávia felbomlása után 1991-ben a független Horvátország része lett. 2011-ben a falunak 403 lakosa volt. Lakói hagyományosan mezőgazdaságból és állattartásból éltek, de az újabb időkben sokan dolgoznak a közeli Pólában és bevételeikben egyre nagyobb szerepet játszik a turizmus.

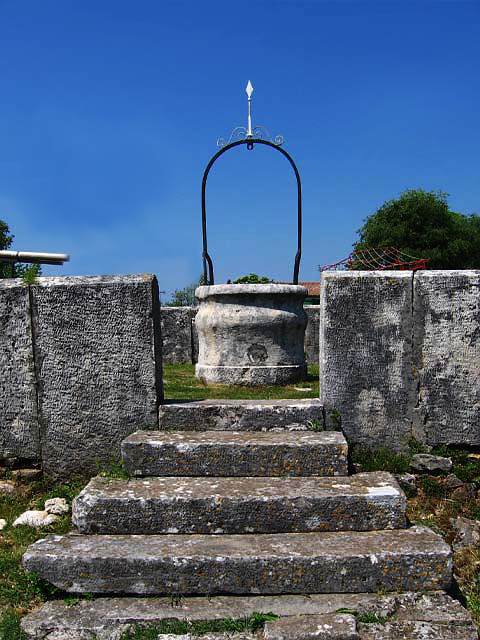
Középkori ciszterna Muntićon

## Nevezetességei
- Szent Jeromos tiszteletére szentelt plébániatemplomát a 16. században említik először, de valószínűleg ennél sokkal korábbi építmény. (Már a 12. századból van adat egy itteni kisebb templomról). Egyik harangját 1396-ban öntötték. A templom egyhajós, homlokzata felett nyitott harangépítménnyel. Értékes a gótikus íves mennyezet és a kőből épített oltár, rajta a barokk tabermákulummal. A tabernákulumon a "Hic est corpus X i" felirat és A. Samasse 1827-ben festett „Szűz Mária szentekkel” című alkotása látható. A templom egykori értékes gótikus berendezésének, az oltártól a faragott padokig, a keresztúttól a különböző kora gótikus glagolita feliratos kőlapokig mára nem maradt nyoma. Ugyanerre a sorsra jutottak a gótikus freskók (az égbolt  jellegzetes gótikus ábrázolásától a kék éggel és a sárga csillagokkal, az oltár mögötti falrészen a szentek ábrázolásáig), melyek a legutóbbi szakszerűtlen (restaurátor nem volt jelen) rekonstrukciónak estek áldozatul.
- A muntići plébániához tartozott egykor, ma a valturai plébániához tartozik a Muntić és Valtura között található a középkori Kostanjica falu 1197-ben épített Szűz Mária tiszteletére szentelt temploma. Egykor Szent Germanus pólai vértanú tiszteletére volt szentelve, akit a hagyomány szerint itt végeztek ki 284-ben. A középkori Kostanjicát a 16. században pusztította el egy pestisjárvány, lakó főként a szomszédos Muntićra költöztek át. A Szűz Mária templomot a 16. században említik először. Egyhajós épület félköríves apszissal, homlokzata felett nyitott harangtoronnyal, amely azonban üresen áll. Homlokzatán egy 1300-ból származó befalazott feliratos követ találtak, mely egy ókori feliratos sírkőlap töredéke. Berendezésének értékes darabjai egy fából faragott retabló Szűz Mária a gyermek Jézussal és egy apostolt ábrázoló szobrával a 15. századból, Szűz Mária és apostolok szobrai a 17. századból és a falain látható freskótöredékek. A templom két harangját 1454-ben és 1521-ben öntötték.

## Lakosság
| Lakosság változása | Lakosság változása | Lakosság változása | Lakosság változása | Lakosság változása | Lakosság változása | Lakosság változása | Lakosság változása | Lakosság változása | Lakosság változása | Lakosság változása | Lakosság változása | Lakosság változása | Lakosság változása | Lakosság változása | Lakosság változása |
| ------------------ | ------------------ | ------------------ | ------------------ | ------------------ | ------------------ | ------------------ | ------------------ | ------------------ | ------------------ | ------------------ | ------------------ | ------------------ | ------------------ | ------------------ | ------------------ |
| 1857               | 1869               | 1880               | 1890               | 1900               | 1910               | 1921               | 1931               | 1948               | 1953               | 1961               | 1971               | 1981               | 1991               | 2001               | 2011               |
| 129                | 159                | 134                | 168                | 179                | 220                | 281                | 348                | 322                | 296                | 297                | 299                | 301                | 312                | 376                | 403                |